# Europäische Konservative und Reformer/8. Legislaturperiode
Die folgende Liste enthält die Parteien der Fraktion Europäische Konservative und Reformer in der 8. Legislaturperiode von 2014 bis 2019. Bei Konstituierung des Parlaments hatte die Fraktion 70 Mitglieder, am Ende der Legislatur 77.
| Land                   | Nationale Partei/Mitglied                                               | MdEP | MdEP | Europapartei          |
| Land                   | Nationale Partei/Mitglied                                               | 2014 | 2019 | Europapartei          |
| ---------------------- | ----------------------------------------------------------------------- | ---- | ---- | --------------------- |
| Belgien                | Nieuw-Vlaamse Alliantie (N-VA)                                          | 4    | 4    | EFA                   |
| Bulgarien              | Bulgarien ohne Zensur (BBZ)                                             | 1    | 1    | ACRE 1                |
| Bulgarien              | IMRO – Bulgarische Nationale Bewegung                                   | 1    | 1    | ACRE 1                |
| Dänemark               | Dansk Folkeparti (DF) 2                                                 | 4    | 3    | –                     |
| Deutschland            | Alternative für Deutschland (AfD)                                       | 7    | 0    | 3                     |
| Deutschland            | Bündnis C (gewählt für Familien-Partei)                                 | 1    | 1    | ECPM                  |
| Deutschland            | Liberal-Konservative Reformer (gewählt für AfD)                         | –    | 1    | ACRE                  |
| Deutschland            | parteilos (gewählt für AfD)                                             | –    | 4    | – 4                   |
| Finnland               | Perussuomalaiset                                                        | 2    | 2    | (ACRE bis Mitte 2018) |
| Griechenland           | Notis Marias (gewählt für ANEL)                                         | 1    | 1    | –                     |
| Irland                 | Brian Crowley (gewählt für FF) 5                                        | 1    | 1    | –                     |
| Italien                | Direzione Italia (DI, gewählt für FI)                                   | –    | 2    | ACRE                  |
| Italien                | Fratelli d’Italia (FdI, gewählt FI)                                     | –    | 3    | –                     |
| Kroatien               | Hrvatska konzervativna stranka (HKS, gewählt für HSP-AS)                | 1    | 1    | ACRE                  |
| Lettland               | Nacionālā apvienība „Visu Latvijai!“ – „Tēvzemei un Brīvībai/LNNK“ (NA) | 1    | 1    | ACRE                  |
| Litauen                | Lietuvos lenkų rinkimų akcija (AWPL)                                    | 1    | 1    | ACRE                  |
| Niederlande            | ChristenUnie (CU)                                                       | 1    | 1    | ECPM                  |
| Niederlande            | Staatkundig Gereformeerde Partij (SGP)                                  | 1    | 1    | ECPM                  |
| Polen                  | Prawo i Sprawiedliwość (PiS)                                            | 18   | 15   | ACRE                  |
| Polen                  | Prawica Rzeczypospolitej (PR)                                           | 1    | 1    | ECPM 6                |
| Polen                  | Unabhängige 7 (gewählt für PiS)                                         | –    | 2    | ACRE 6                |
| Polen                  | Unabhängige 7 (gewählt für PO)                                          | –    | 1    |                       |
| Rumänien               | M10 (gewählt für PDL)                                                   | –    | 1    | ACRE                  |
| Rumänien               | Laurențiu Rebega                                                        | –    | 1    | MENL                  |
| Schweden               | Schwedendemokraten (SD)                                                 | –    | 2    | –                     |
| Slowakei               | Sloboda a Solidarita (SaS)                                              | –    | 1    | ACRE                  |
| Slowakei               | NOVA                                                                    | 1    | 1    | ACRE                  |
| Slowakei               | Obyčajní ľudia a nezávislé osobnosti (OĽaNO)                            | 1    | 1    | ECPM 3                |
| Tschechien             | Občanská demokratická strana (ODS)                                      | 2    | 2    | ACRE                  |
| Vereinigtes Königreich | Conservative Party                                                      | 19   | 18   | ACRE                  |
| Vereinigtes Königreich | Ulster Unionist Party (UUP)                                             | 1    | 1    | ACRE                  |
| Zypern                 | Kinima Allilengyi (gewählt für DISY)                                    | –    | 1    | –                     |
| Summe                  | Summe                                                                   | 70   | 77   |                       |